# Данилюк, Руслан Николаевич
Руслан Николаевич Данилюк (бел. Руслан Мікалаевіч Данілюк; род. 12 мая 1974, Брест) — белорусский футболист, игравший на позиции защитника.

## Клубная карьера
Профессиональную карьеру начал в 1991 году в местном «Динамо». В следующем сезоне перешёл в другой брестский клуб — «Брестбытхим». В 1995 году был отдан в аренду в тюменский «Динамо-Газовик», за который провёл 11 матчей в чемпионате России. В 1997 году покинул «Брестбытхим» и вернулся в «Динамо». Но уже в следующем году подписал контракт с мозырской «Славией». За 5 сезонов в составе «славян» становился национальным чемпионом и обладателем национального кубка. С 2003 по 2007 года выступал за бобруйскую «Белшину». В 2005 году 3 матча провёл в новополоцком «Нафтане», который его арендовал в то время у «красно-чёрных». В 2008 году состоялось третье возвращение в брестское «Динамо», где Данилюк вновь задержался ненадолго и перешёл в гродненский «Неман». Завершил карьеру в «Берёзе», в которой за 16 матчей забил 2 гола.

## Достижения

### «Славия» Мозырь
- Чемпион Белоруссии: 2000
- Обладатель Кубка Белоруссии: 1999/2000